# Chorges
Chorges est une commune française située dans le département des Hautes-Alpes, en région Provence-Alpes-Côte d'Azur.
Ses habitants sont appelés les Caturiges.
La commune est labellisée Village étape depuis 2018.

## Géographie

### Localisation
Le village se trouve entre le lac de Serre-Ponçon au sud-ouest et le site NATURA 2000 « Piolit-Pic de Chabrières » côté nord, site de moyenne montagne qui englobe le vaste versant sud, sous la ligne de la crête joignant le sommet du Piolit (2 464 m) au pic de Chabrières (2 403 m), ainsi que le revers nord-ouest de la forêt du Sapet. Au sud de la commune se trouve le relief de moyenne montagne de Serre Cocu qui s'élève à 1 061 m. 
Neuf communes sont limitrophes de Chorges :
| Ancelle                    |                          | Réallon   |
| Montgardin, La Bâtie-Neuve | Chorges                  | Prunières |
| Espinasses                 | Rousset, Le Sauze-du-Lac | Pontis    |

### Hydrographie
La commune est arrosée par plusieurs torrents qui coulent du nord au sud le long des pentes du Piolit, des Parias et du Pic de Chabrières, et se dirigent vers la vallée de la Durance. À l'ouest, le torrent des Réallons et le torrent du Dévezet (ce dernier suivant la limite entre les communes de Chorges et de la Bâtie-Neuve) se jettent dans l'Avance, qui prend sa source tout près de la ville de Chorges et s'éloigne vers le sud-ouest. Au centre, le torrent des Moulettes, dont le cours inférieur est noyé sous les eaux du lac de Serre-Ponçon (baie des Moulettes, ou de Chanteloube). À l'est, c'est le torrent de Marasse qui sépare Chorges de Prunières.
Le lac de Serre-Ponçon baigne la commune au sud-est sur plusieurs kilomètres, selon un profil très découpé dans un relief relativement accusé. Toute la baie des Moulettes, ou de Chanteloube, ainsi que la moitié de la baie Saint-Michel dépendent de la commune de Chorges.

### Climat
Pour des articles plus généraux, voir Climat de Provence-Alpes-Côte d'Azur et Climat des Hautes-Alpes.
En 2010, le climat de la commune est de type climat méditerranéen altéré, selon une étude du Centre national de la recherche scientifique s'appuyant sur une série de données couvrant la période 1971-2000. En 2020, Météo-France publie une typologie des climats de la France métropolitaine dans laquelle la commune est exposée à un climat de montagne ou de marges de montagne et est dans la région climatique Alpes du sud, caractérisée par une pluviométrie annuelle de 850 à 1 000 mm, minimale en été.
Pour la période 1971-2000, la température annuelle moyenne est de 9,6 °C, avec une amplitude thermique annuelle de 18,1 °C. Le cumul annuel moyen de précipitations est de 1 018 mm, avec 7,1 jours de précipitations en janvier et 6 jours en juillet. Pour la période 1991-2020, la température moyenne annuelle observée sur la station météorologique de Météo-France la plus proche, « St Jean-St-Nicolas », sur la commune de Saint-Jean-Saint-Nicolas à 14 km à vol d'oiseau, est de 8,8 °C et le cumul annuel moyen de précipitations est de 943,2 mm. 
La température maximale relevée sur cette station est de 34,1 °C, atteinte le 28 juin 2019 ; la température minimale est de −19,7 °C, atteinte le 5 février 2012,,.
Les paramètres climatiques de la commune ont été estimés pour le milieu du siècle (2041-2070) selon différents scénarios d'émission de gaz à effet de serre à partir des nouvelles projections climatiques de référence DRIAS-2020. Ils sont consultables sur un site dédié publié par Météo-France en novembre 2022.

### Voies de communication et transports

#### Voies routières
La ville de Chorges est traversée par la route nationale 94 reliant Gap à Embrun et Briançon.
Les principales routes départementales sur la commune de Chorges sont :
- la RD 3 qui relie Chorges à Rousset par le col Lebraut (1 110 m d'altitude) et le belvédère du barrage de Serre-Ponçon (et les Hyvans par l'embranchement RD 403) ;
- la RD 9 qui relie Chorges à Réallon (et Prunières par la RD 109) ;
- la RD 203 vers le hameau du Fein et le col Lebraut, avec embranchement (RD 303) vers le mont Colombis.

#### Transport ferroviaire
La ville possède une gare ferroviaire, desservie par les TER à destination de Briançon d'une part, de Gap et au-delà vers Marseille, Valence ou Grenoble d'autre part. Une desserte est assurée vers et de Paris-Austerlitz par train de nuit.
La ligne qui devait relier Chorges à Barcelonnette, inachevée, a été noyée de Chanteloube à Ubaye par la retenue de Serre-Ponçon. Le viaduc de Chanteloube est resté.

## Urbanisme

### Typologie
Au 1er janvier 2024, Chorges est catégorisée bourg rural, selon la nouvelle grille communale de densité à 7 niveaux définie par l'Insee en 2022.
Elle appartient à l'unité urbaine de Chorges, une unité urbaine monocommunale constituant une ville isolée,. Par ailleurs la commune fait partie de l'aire d'attraction de Gap, dont elle est une commune de la couronne,. Cette aire, qui regroupe 73 communes, est catégorisée dans les aires de 50 000 à moins de 200 000 habitants,.
La commune, bordée par un plan d’eau intérieur d’une superficie supérieure à 1 000 hectares, le lac de Serre-Ponçon, est également une commune littorale au sens de la loi du 3 janvier 1986, dite loi littoral. Des dispositions spécifiques d’urbanisme s’y appliquent dès lors afin de préserver les espaces naturels, les sites, les paysages et l’équilibre écologique du littoral, tel le principe d'inconstructibilité, en dehors des espaces urbanisés, sur la bande littorale des 100 mètres, ou plus si le plan local d’urbanisme le prévoit.

### Occupation des sols
L'occupation des sols de la commune, telle qu'elle ressort de la base de données européenne d’occupation biophysique des sols Corine Land Cover (CLC), est marquée par l'importance des forêts et milieux semi-naturels (56,5 % en 2018), en diminution par rapport à 1990 (58,5 %). La répartition détaillée en 2018 est la suivante : 
milieux à végétation arbustive et/ou herbacée (26,9 %), forêts (24,6 %), terres arables (15,1 %), zones agricoles hétérogènes (10,5 %), eaux continentales (7,1 %), prairies (6 %), espaces ouverts, sans ou avec peu de végétation (5,1 %), zones urbanisées (2,6 %), espaces verts artificialisés, non agricoles (1,6 %), zones industrielles ou commerciales et réseaux de communication (0,7 %).
L'évolution de l’occupation des sols de la commune et de ses infrastructures peut être observée sur les différentes représentations cartographiques du territoire : la carte de Cassini (XVIIIe siècle), la carte d'état-major (1820-1866) et les cartes ou photos aériennes de l'IGN pour la période actuelle (1950 à aujourd'hui).

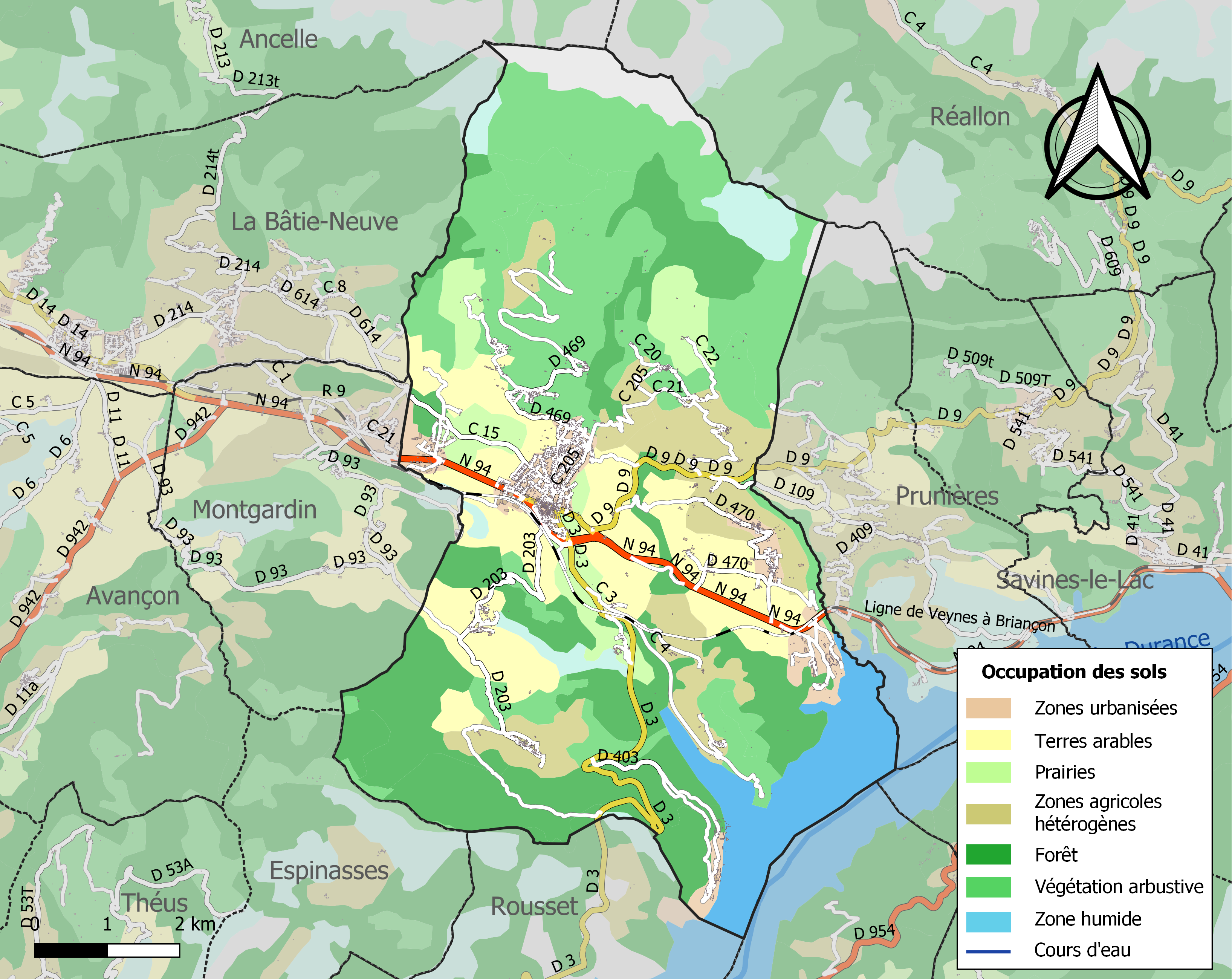
Carte de l'occupation des sols de la commune en 2018 (CLC).

## Toponymie
Le nom de la localité est cité sous la forme Caturigomagus. Ce toponyme est, sans contestation possible, d'origine celtique. Des racines gauloises Cat, Catu (« combat ») avec Ri, Rigo, (« roi ») et  Mag (« plaine, champ ou marché »), signifiant le « champ de combat du roi (des Caturiges) ».
Chòrjas en occitan alpin.

## Histoire

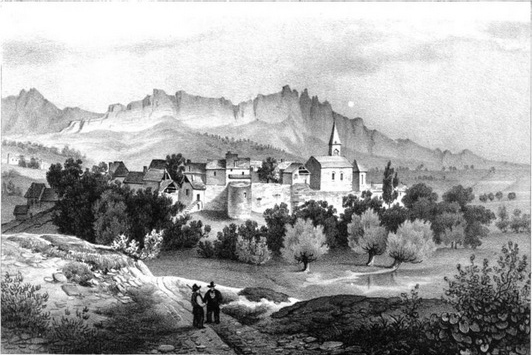
Chorges au XIXe siècle illustrée par Alexandre Debelle (1805-1897).

Les Cathorigorois se battent dans tous les passages des montagnes contre les armées de Jules César. Le petit peuple de la vallée de la Durance près d'Embrun est appelé Caturiges par César dans le De Bello Gallico. Les Caturiges sont cités sur l'arc de triomphe de Suse. Vaincu, le village gaulois appelé aujourd'hui Chorges est une cité, appelée Civit. Catur. sur un monument élevé par Néron à Chorges, abréviation de civitas Caturigomagus, cité des Caturiges. Selon Pline, les Cathorigorois jouissent des privilèges latins, ce qui n’est pas le cas de la plupart des gallo-romains. La cité gallo-romaine est, au IVe siècle, la capitale du Pagus Rigomagensis de la Notitia Galliarum qui fait partie de la province des Alpes maritimes. Le vicus celte de Caturigomagus a été élevé au rang de cité en 450. La civitas de Chorges devait englober la vallée de l'Ubaye. Chorges devient alors la capitale d’un évêché dépendant de l'archidiocèse d'Embrun, supprimé à l’époque de l’installation des Burgondes, vers 480, mais une bulle du pape Victor II à l'archevêque d'Embrun datée de 1057 cite encore l'évêché de Rigomagensium.
L'ancienne voie romaine et le marché-vicus, ou magos, se trouvaient autrefois au nord de l'agglomération actuelle, sur le plateau.
Les actes de l'évêque métropolitain d'Embrun saint Pelade nous apprennent qu'il est venu à Chorges en 514 pour inaugurer un nouveau templum.
Aux XIe et XIIe siècles, l’Embrunais dépend d'un administrateur. Chorges est indépendante d’Embrun et possède sa châtellenie et son tribunal ou Cour commune. La bourgade est détruite avant 1077 par une guerre, selon Joseph Roman. Mais l’acte qui parle de la reconstruction, qui va durer un siècle, évoque peut-être des ruines datant des guerres contre les Sarrasins.
Entre 1080 et 1083, Chorges est le centre d'un conflit opposant les moines de Sainte-Marie-Saint-Victor, dépendant de l'abbaye Saint-Victor de Marseille, et les chevaliers qui leur disputent des terres. Ces événements sont rapportés par les cartulaires de Saint-Victor et ont fait l'objet d'un réexamen récent par Florian Mazel.
Le 23 juin 1585, le duc de Lesdiguières prend la ville,.
En 1790 Chorges est initialement choisie comme siège du chef-lieu du département des Hautes-Alpes, avant que celui-ci soit transféré à Gap.

## Politique et administration
(août 2023).

### Liste des maires
| Période   | Période   | Identité                           | Étiquette | Qualité |
| --------- | --------- | ---------------------------------- | --------- | --- |
| 1790      | 1800      | Jean Jacques Souchon               |           | |
| 1800      | 1808      | Jean François Rispaud d'Aiguebelle |           | |
| 1808      | 1810      | Joseph Devars                      |           | |
| 1810      | 1816      | Jean Masson                        |           | |
| 1816      | 1819      | Jean Jacques Souchon               |           | |
| 1819      | 1826      | Étienne Frédéric Provansal         |           | |
| 1826      | 1834      | Jean Honoré Bertrand               |           | |
| 1834      | 1848      | Joseph Frédéric Provansal          |           | |
| 1848      | 1851      | Jean Honoré Bertrand               |           | |
| 1851      | 1856      | Claude Durand                      |           | |
| 1856      | 1863      | Jean Baptiste Nicolas              |           | |
| 1864      | 1875      | Jean Joseph Dioque                 |           | |
| 1875      | 1878      | Maurice Augier                     |           | |
| 1878      | 1886      | Antoine Gustave Provansal          |           | |
| 1886      | 1888      | Antoine Aubin                      |           | |
| 1888      | 1892      | Joseph Sarlin                      |           | |
| 1892      | 1895      | Louis Bertrand                     |           | |
| 1895      | 1902      | Félix Garcin                       |           | |
| 1902      | 1908      | Louis Dusserre                     |           | |
| 1908      | 1919      | Antoine Gustave Provansal          |           | |
| 1919      | 1925      | Raoul Bertrand                     |           | |
| 1925      | 1940      | Louis Masson                       |           | |
| 1940      | 1942      | Joseph Eyraud                      |           | premier adjoint, fait fonction de maire                                                                     |
| 1942      | 1944      | Albert Dioque                      |           | |
| 1944      | 1945      | Marcel Guibaud                     |           | |
| 1945      | 1947      | Denis Disdier (1906-1950)          | DVG       | Conseiller général de Chorges (1945 → 1950)                                                                 |
| 1947      | 1953      | Guy Dupuy                          |           | |
| 1953      | 1959      | Henri Gelpy                        |           | |
| 1959      | 1965      | Antoine Podevigne                  |           | |
| 1965      | mars 1971 | Jacqueline Brandi                  |           | Enseignante                                                                                                 |
| mars 1971 | mars 1983 | Lucien Guibaud                     | PCF       | |
| mars 1983 | mars 2001 | André Arnaud                       | RPR       | Conseiller général de Chorges (1992 → 1998)                                                                 |
| mars 2001 | mars 2008 | François Fennebresque              | PS        | Chargé de mission                                                                                           |
| mars 2008 | En cours  | Christian Durand,                  | DVD       | Agriculteur sur moyenne exploitation 2e vice-président de la CC Serre-Ponçon Réélu pour le mandat 2020-2026 |

### Politique de développement durable
La commune a engagé une politique de développement durable en lançant une démarche d'Agenda 21 en 2009.

### Politique sportive
Labellisée "Terre de Jeux 2024" en octobre 2023, la commune prend part aux célébrations des Jeux Olympiques de Paris 2024 sur son territoire avec plusieurs événements sur la thématique des Jeux Olympiques (fan zone, carnaval, concours de photo, initiations sportives et ateliers de découvertes).

### Intercommunalité
Chorges fait partie :
- de 1995 à 2002 de la Communauté de communes du Pays de Serre-Ponçon ;
- de 2002 à 2016 de la communauté de communes de la vallée de l'Avance ;
- À partir du 1er janvier 2017, de la communauté de communes de Serre-Ponçon[34].

## Population et société

### Démographie
L'évolution du nombre d'habitants est connue à travers les recensements de la population effectués dans la commune depuis 1793. Pour les communes de moins de 10 000 habitants, une enquête de recensement portant sur toute la population est réalisée tous les cinq ans, les populations de référence des années intermédiaires étant quant à elles estimées par interpolation ou extrapolation. Pour la commune, le premier recensement exhaustif entrant dans le cadre du nouveau dispositif a été réalisé en 2008.

En 2022, la commune comptait 3 106 habitants, en évolution de +7,44 % par rapport à 2016 (Hautes-Alpes : +0,4 %, France hors Mayotte : +2,11 %).
| 1793  | 1800  | 1806  | 1821  | 1831  | 1836  | 1841  | 1846  | 1851  |
| ----- | ----- | ----- | ----- | ----- | ----- | ----- | ----- | ----- |
| 1 650 | 1 508 | 1 719 | 1 936 | 2 009 | 2 010 | 1 891 | 1 872 | 1 892 |

| 1856  | 1861  | 1866  | 1872  | 1876  | 1881  | 1886  | 1891  | 1896  |
| ----- | ----- | ----- | ----- | ----- | ----- | ----- | ----- | ----- |
| 1 799 | 1 814 | 1 795 | 1 707 | 1 770 | 1 989 | 1 617 | 1 480 | 1 559 |

| 1901  | 1906  | 1911  | 1921  | 1926  | 1931  | 1936  | 1946  | 1954  |
| ----- | ----- | ----- | ----- | ----- | ----- | ----- | ----- | ----- |
| 1 377 | 1 406 | 1 351 | 1 270 | 1 269 | 1 363 | 1 308 | 1 248 | 1 263 |

| 1962  | 1968  | 1975  | 1982  | 1990  | 1999  | 2006  | 2008  | 2013  |
| ----- | ----- | ----- | ----- | ----- | ----- | ----- | ----- | ----- |
| 1 141 | 1 173 | 1 242 | 1 391 | 1 561 | 1 882 | 2 353 | 2 485 | 2 774 |

| 2018  | 2022  | - | - | - | - | - | - | - |
| ----- | ----- | - | - | - | - | - | - | - |
| 3 055 | 3 106 | - | - | - | - | - | - | - |

## Lieux et monuments

### L'église paroissiale Saint-Victor

#### Histoire
L'église primitive de Chorges a été  construite de 1121 à 1124 par les religieux de l'abbaye Saint-Victor de Marseille.
Elle eut à subir bien des vicissitudes : pillée par les mercenaires de François Ier en 1517, puis saccagée par les protestants de Louis Ayme en 1569, et occupée par le duc de Lesdiguières en 1585. Puis l'église est incendiée à deux reprises : en 1586 lors du siège de Chorges par Bernard de Nogaret, et en 1692 lors de l'invasion du Dauphiné par les troupes du duc de Savoie Victor-Amédée II.
Elle est choisie pendant la Révolution pour réunir du 4 au 15 juillet 1790 les 226 électeurs constituant la première assemblée départementale pour former le département des Hautes-Alpes nouvellement créé ; mais ils choisirent Gap comme chef–lieu.
L'église paroissiale Saint-Victor actuelle a gardé quelques survivances romanes après les restructurations intervenues aux XVIe et XVIIe siècles. Elle a été classée monument historique en 1862.

#### Architecture
Saint-Victor est de style composite. Elle est constituée d'une nef rectangulaire de deux travées assez massives qui précèdent un chœur plus bas que le reste de l'édifice. L'ensemble des travées de la nef est voûté d'une anse de panier très irrégulière qui remplace probablement une couverture charpentée. Sur la façade méridionale, deux des trois anciennes baies romanes en plein cintre, très hautes, ont été maintenues. Dans la première travée, un pilier qui ne paraît pas antérieur au XIVe siècle soutient la tribune. On y reconnaît des motifs géométriques (triangles, cercles, et une roue à huit branches), tandis que sur le bénitier sont représentées des coquilles Saint-Jacques. À l'extérieur, l'abside pentagonale retient l'attention par sa forme assez inhabituelle ; bien qu'elle paraisse assez remaniée son style reste roman. La façade méridionale garde également quelques marques de son appareil roman d'origine, malgré l'emploi de moellons de facture assez composite. La couleur rougeâtre indique la trace des incendies. On y distingue des traces d'arcs et de nombreux coups de sabre qui signalent les reprises. Dans l'ensemble, le monument a gardé, surtout au côté méridional, un aspect roman, renforcé par le caractère massif des proportions.
Le clocher prend appui sur le côté nord. Les deux étages supérieurs sont délimités entre eux par un cordon. Uniques à l'étage inférieur, les fenêtres sont géminées au-dessus. L'utilisation d'enroulements dans les colonnettes du clocher reste un usage archaïque.
L'accès sur le côté gauche se compose d'une porte avec arc en plein cintre à tores qu'accompagnent des colonnettes en retrait, dont les chapiteaux offrent un décor de type traditionnel (crochets, feuilles, écussons, anges, animaux) plus tardif que l'ensemble du monument. Dans ce portail l'emploi d'un trumeau central, exceptionnel dans le département, montre des tentatives d'innovation et l'application d'influences extérieures.

### Autres lieux et monuments
- Chapelle Saint-Jacques de Baie de Chanteloube.
- Chapelle Saint-Louis-de-Gonzague des Olliviers.
- Chapelle Saint-Pélade du Fein.
- Chapelle Saint-Pierre du Bourget.
- Chapelle Saint-Roch des Bernards.
- Fontaine en marbre rose, construite à la suite de l'incendie du 9 septembre 1850. On peut lire sur la stèle : « Le Bourg de Chorges à ses bienfaiteurs, à l'occasion des 9 et 10 septembre 1850 ». L'édifice est inscrit au titre des monuments historiques en 1930[40].
- Porte des Souchons. Seule porte de la ville ayant subsisté. Il existe une rue Porte Reveline qui témoigne de la présence d'une autre porte autrefois.
- Pierre de Néron (époque romaine ?), stèle située sur le parvis de l'église portant une inscription en latin où figure le nom de Néron.
- Château de Chorges (détruit sous la Révolution), château aujourd'hui détruit mais dont différentes pierres ont été réutilisées dans le village (telles qu'un portique, des chapiteaux à personnages ou encore un haut de porte avec un écusson servant aujourd'hui de banc). Le château se trouvait en amont du village actuel, dans le lieu-dit Lachaup, au pied des vignes du Martouret.
- Viaduc de Chanteloube, pont ferroviaire destiné à recevoir la ligne de Chorges à Barcelonnette (restée inachevée). Le pont est aujourd'hui partiellement submergé par le lac de Serre-Ponçon (son tablier étant en pente, la partie aval est noyée) mais peut encore se traverser lorsque les eaux de la retenue sont basses.

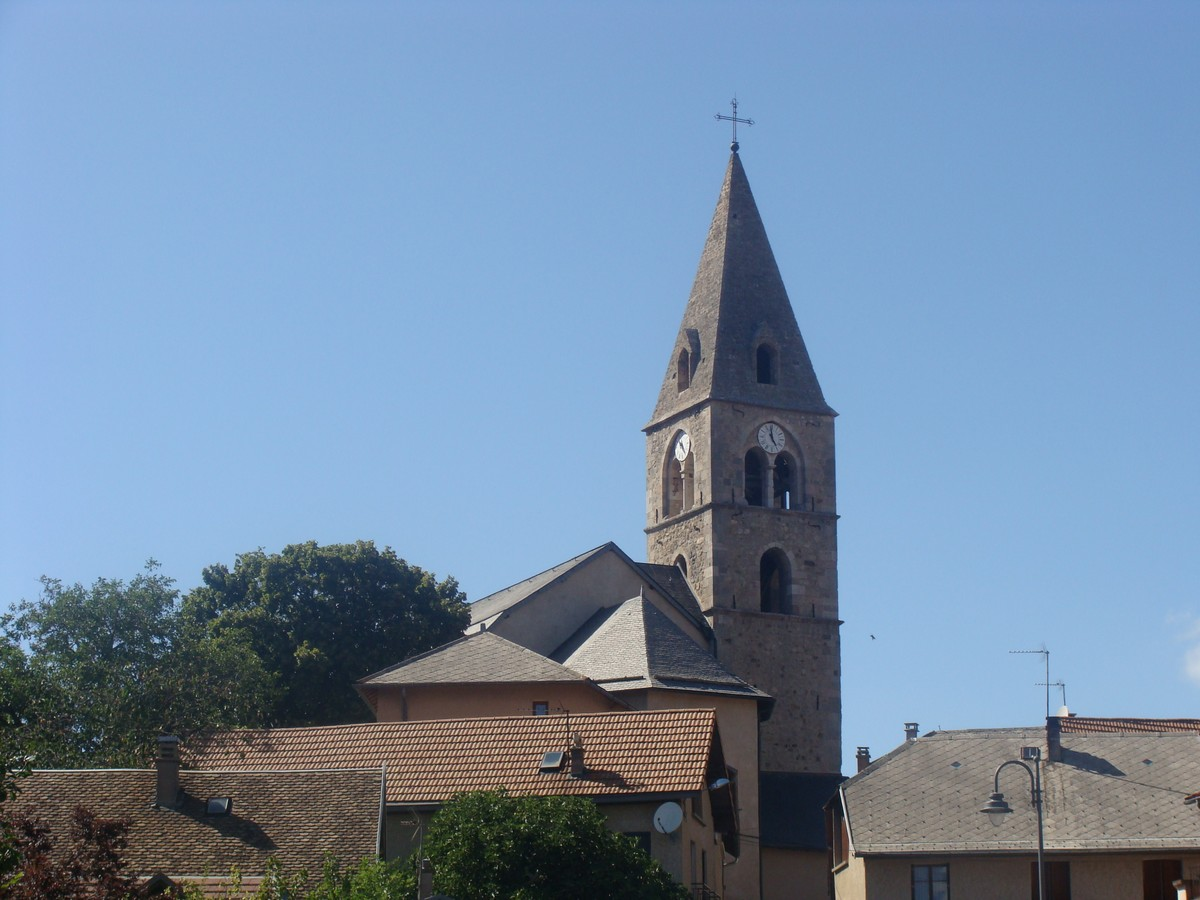
Église Saint-Victor.
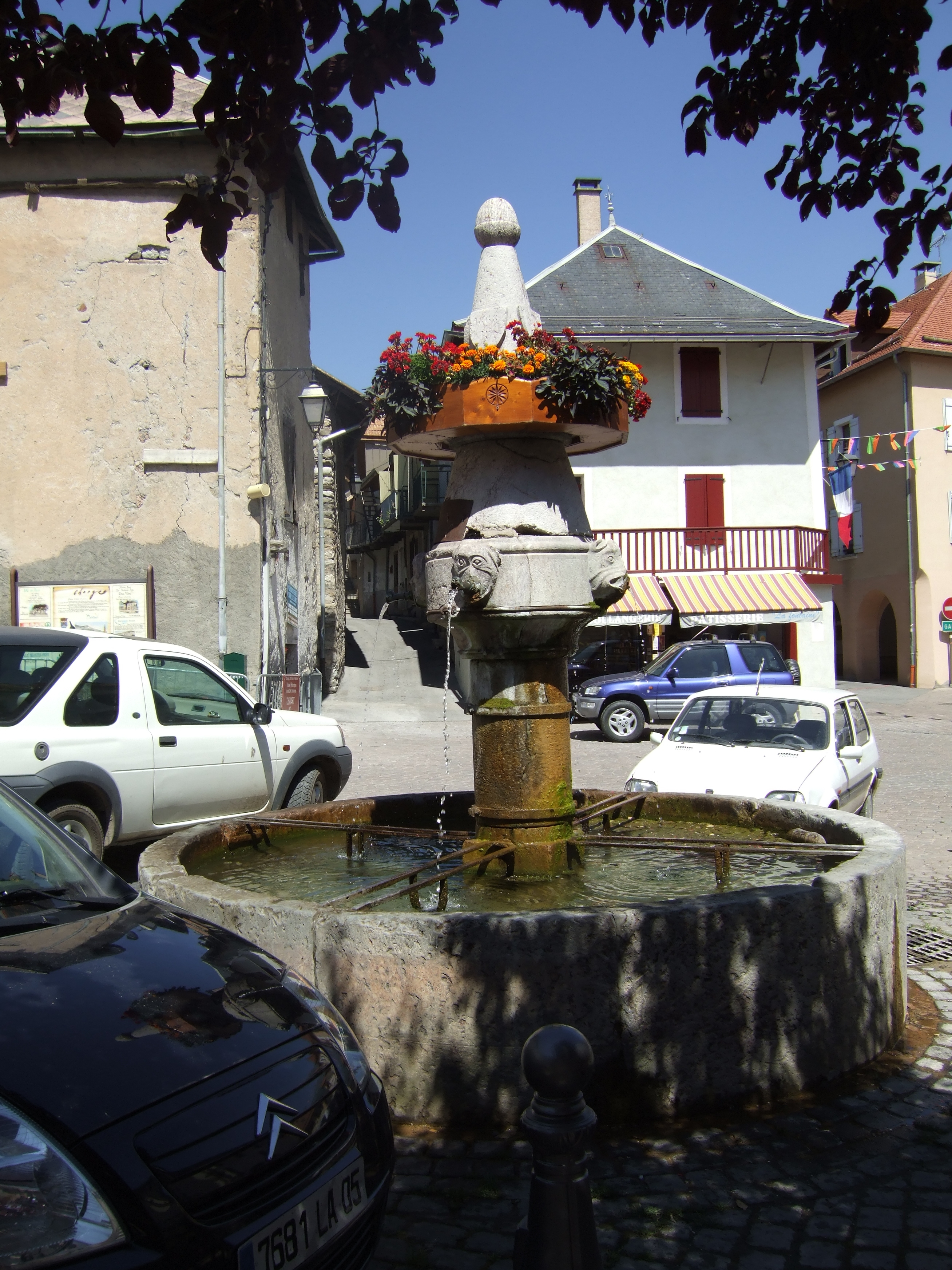
Fontaine.
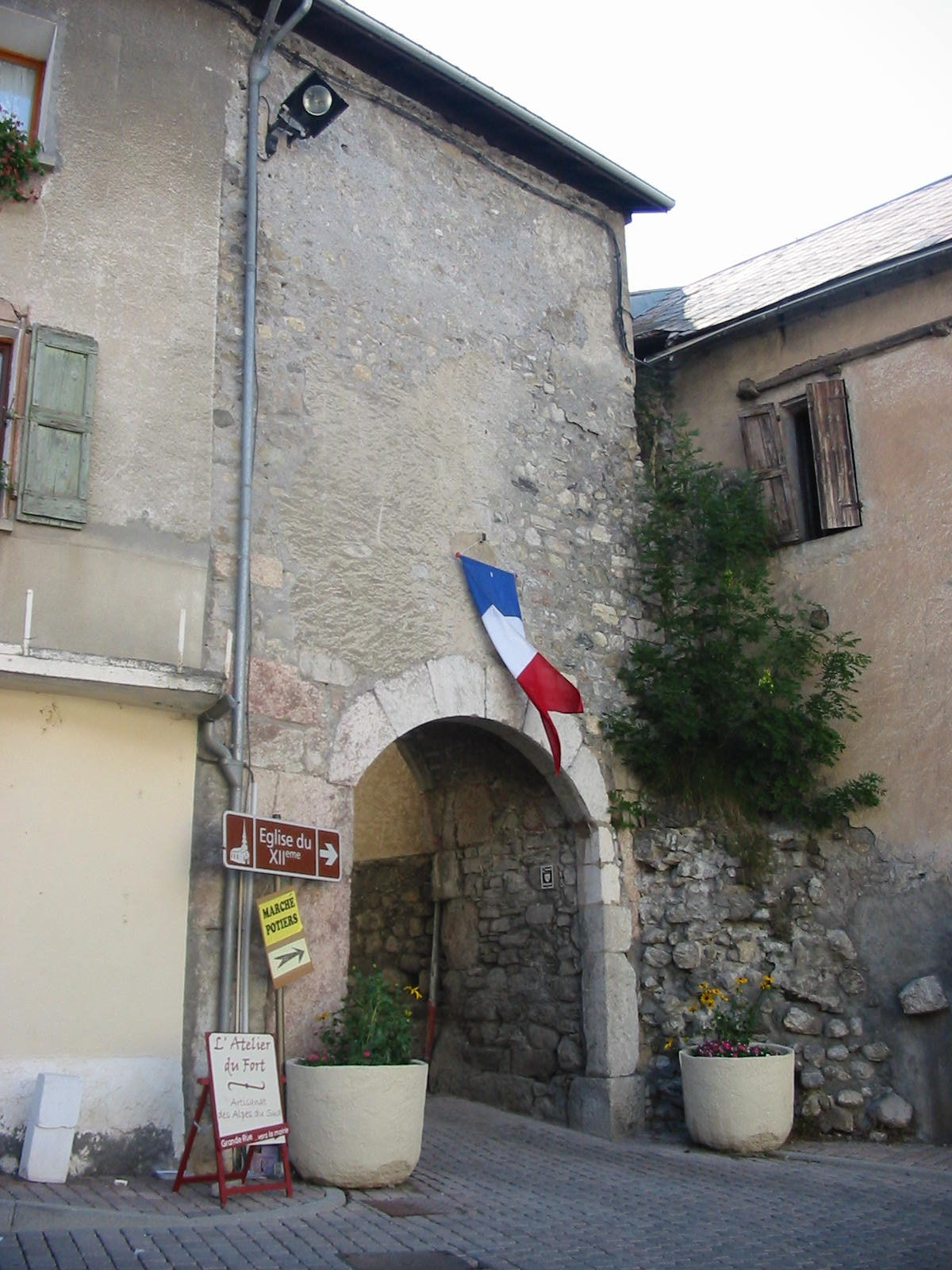
Porte des Souchons.
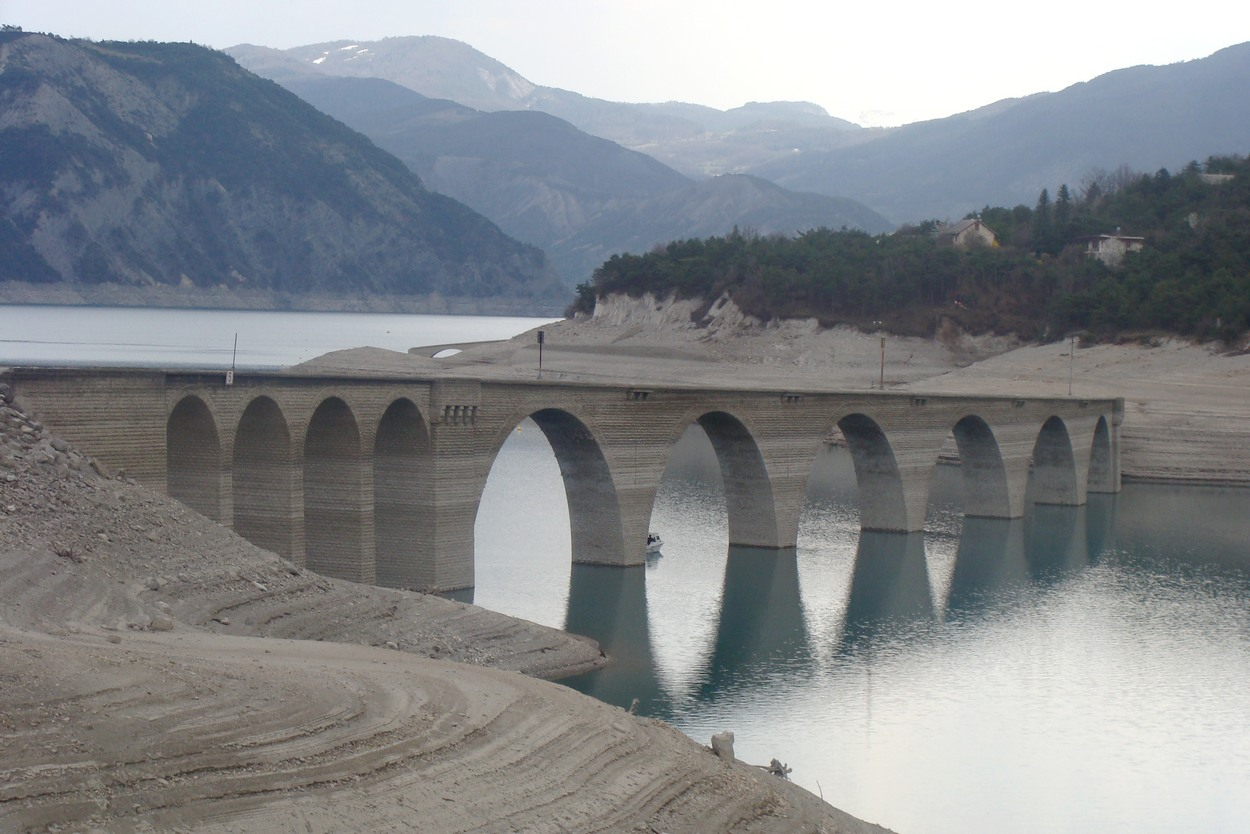
Viaduc de Chanteloube.

## Personnalités liées à la commune
- Charles Troesch, curé de la paroisse de Chorges depuis le 1er septembre 2014.

## Héraldique
| Blason de Chorges | Blason  | D'azur au chevron bretessé d'or brochant sur les extrémités d'une croix alaisée d'argent issant de la pointe, au chef d'or chargé de trois cœurs de gueules. |
| Blason de Chorges | Détails | Le statut officiel du blason reste à déterminer. |